# Bror Lagercrantz
Bror Gustaf Herman Lagercrantz, född 28 september 1894 i Södertälje, död 22 januari 1981, var en svensk bruksdisponent. 
Bror Lagercrantz efterträdde sin far envoyé Herman Lagercrantz som disponent för Wirsbo bruk. Han var disponent 1927–1961 och ordförande 1961–1970. Han var ordförande för Sveriges Mekanförbund 1955–1957 och ordförande för Sveriges Industriförbund 1959–1962. Som bruksdisponent efterträddes han av sin svåger Bengt Lagercrantz.
Lagercrantz tävlade i värja vid sommar-OS 1924.
Han gifte sig 1919 med Margareta Tamm, som var dotter till bankdirektör Henric Tamm och Louise, född Tham.